# Ženatý se závazky
Ženatý se závazky (v anglickém originále Married… with Children) je americký sitcom, který vznikl jako satirická parodie rodinných seriálů typu Krok za krokem (Step by Step), Plný dům (Full House) či Cosby Show s tématem jako sex, závist, prohry a neúspěchy. První epizoda byla vysílána 5. dubna 1987, poslední 9. června 1997.
Komediální seriál o dysfunkční rodině žijící v Chicagu byl prvním televizním seriálem, který běžel v hlavním vysílacím čase na Fox Network. Jeho 11 sezón a 262 epizod z něj dělá druhý nejdéle vysílaný sitcom na FOX Network (prvním jsou Simpsonovi). Titulní píseň Love and Marriage nazpíval Frank Sinatra.

## Příběh
Sitcom sleduje příhody muže jménem Al Bunda (anglicky Al Bundy), kdysi na střední škole slavného hráče amerického fotbalu (udělal 4 touchdowny během jednoho zápasu), v současnosti chudého prodavače bot. Jeho žena Peggy nosí šaty a účes ze šedesátých let, má zvláštní chůzi, zato postrádá vzdělání. Jejich dcera Kelly je atraktivní, promiskuitní a hloupá blondýnka. Jejich syn Bud je chytrý, ale neoblíbený, zato zkouší „sbalit“ všechny dívky kolem. Bundovi mají snobské sousedy, Steva a Marcy Rhodesovy (později Marcy a jejího druhého manžela Jeffersona D'Arcyho). Většina epizod se soustřeďuje na Ala, jeho neschopnost a neštěstí.

## Statistiky

### Sledovanost
| Řada    | EP # | Roky      | Nielsen rating (sledovanost v US) |
| ------- | ---- | --------- | --------------------------------- |
| Řada 3  | 22   | 1988-1989 | #10                               |
| Řada 9  | 26   | 1994-1995 | #64                               |
| Řada 10 | 26   | 1995-1996 | #78                               |
| Řada 11 | 24   | 1996-1997 | #97                               |

### Ocenění
Přes své mnoholeté působení tento seriál byl několikrát nominován na různé ceny...
Casting Society of America:
- 1987: Best Casting for TV – Episodic Comedy (nominován)

Emmy Awards:
- 1987: Outstanding Lighting Direction (Electronic) for a Series (for "But I Didn't Shoot the Deputy", nominován)
- 1988: Outstanding Lighting Direction (Electronic) for a Comedy Series (for "Girls Just Wanna Have Fun", nominován)
- 1989: Outstanding Editing – Multi-Camera Production (for "Requiem for a Dead Barber", nominován)
- 1990: Outstanding Costuming for a Series (for "Raingirl", nominated)
- 1990: Outstanding Editing – Multi-Camera Production (for "Who'll Stop the Rain", nominován)
- 1991: Outstanding Costuming for a Series (for "Married... with Aliens", nominován)
- 1994: Outstanding Costuming for a Series (for "Take My Wife, Please", nominován)

Zlaté glóbusy:
- 1990: Best Actress - Musical or Comedy Series (Katey Sagal pro postavu "Peggy Bundy", nominována)
- 1990: Best Series - Musical or Comedy (nominován)
- 1991: Best Actor - Musical or Comedy Series (Ed O'Neill pro postavu "Al Bunda", nominován)
- 1991: Best Actress – Musical or Comedy Series (Sagalová, nominována)
- 1992: Best Actor – Musical or Comedy Series (O'Neill, nominován)
- 1992: Best Actress – Musical or Comedy Series (Sagalová, nominována)
- 1993: Best Actress – Musical or Comedy Series (Sagalová, nominována)

## Parodie a spin-off
- Married with Hormones (1991) – je erotická parodie.

- Následující tři MwC epizody byly původně míněny jako „spin-offy“.
  - Top of the Heap – téma je především jak rychle zbohatnout. V tomto dílu si dokonce zahrál herec známý hlavně ze seriálu Přátelé, Matt LeBlanc.
  - Radio Free Trumaine – … je o času Buda Bundy tráveným ve školním rádiu se Steve Rhoadesem jako antagonistickým Deanem.
  - Enemies – klon Přátel. Založeno na sociálním kruhu Kelly Bundové.

## Postavy a obsazení

### Dabing
|                                   | Rodina              |                            |
| Postava                           | Herec               | Jméno dabéra               |
| --------------------------------- | ------------------- | -------------------------- |
| Al Bunda                          | Ed O'Neill          | Pavel Zedníček             |
| Peggy Bundová                     | Katey Sagal         | Valérie Zawadská           |
| Kelly Bundová                     | Christina Applegate | Marcela Rojíčková          |
| Bud Bunda                         | David Faustino      | Michal Jagelka             |
|                                   | Sousedé             |                            |
| Postava                           | Herec               | Jméno dabéra               |
| Marcy D'Arcyová (předtím Rhoades) | Amanda Bearse       | Pavlína Vojáčková (Rychlá) |
| Steve Rhoades                     | David Garrison      | Petr Rychlý                |
| Jefferson D'Arcy                  | Ted McGinley        | Ivan Vyskočil              |
| Buck/Lucky                        | Michael/Lucky       | Miroslav Saic              |
|                                   | Ostatní             |                            |
| Postava                           | Herec               | Jméno dabéra               |
| Bob Rooney                        | E.E. Bell           | Bohdan Tůma                |

## Zajímavosti
- Rodinní příslušníci skutečných herců v tomto seriálu také účinkovali: Ed O'Neillova manželka Catherine Rusoff (dvakrát cameo role), Faustinův bratr Michael Faustino, matka Christina Applegatové, bratr Katey Sagalové. A dvě tehdy skutečné přítelkyně Davida Faustina (Juliet Tablak a Elaine Hendrix).
- Alovy oblíbené filmy jsou: "Hondo" (1953) a "Shane" (1953)
- Telefonní číslo Bundyových je 555-2878
- Peggyina oblíbená relace je kromě Oprah a Donahue také "Psycho Mom".
- Alova oblíbená písnička je "Duke of Earl" od soulového zpěváka Gene Chandlera.
- Celé jméno obchodu s botami kde Al pracuje, je: "Gary's Shoes and Accesories for Today's Woman" (Garyho boty a příslušenství pro dnešní ženy).
- Peggyiny narozeniny jsou 12. května
- I když nikdy nebylo vyřknuto datum, kdy má Al narozeniny, ví se, že je znamením raka.